# معالم تذكارية أذربيجانية على طريق الحرير

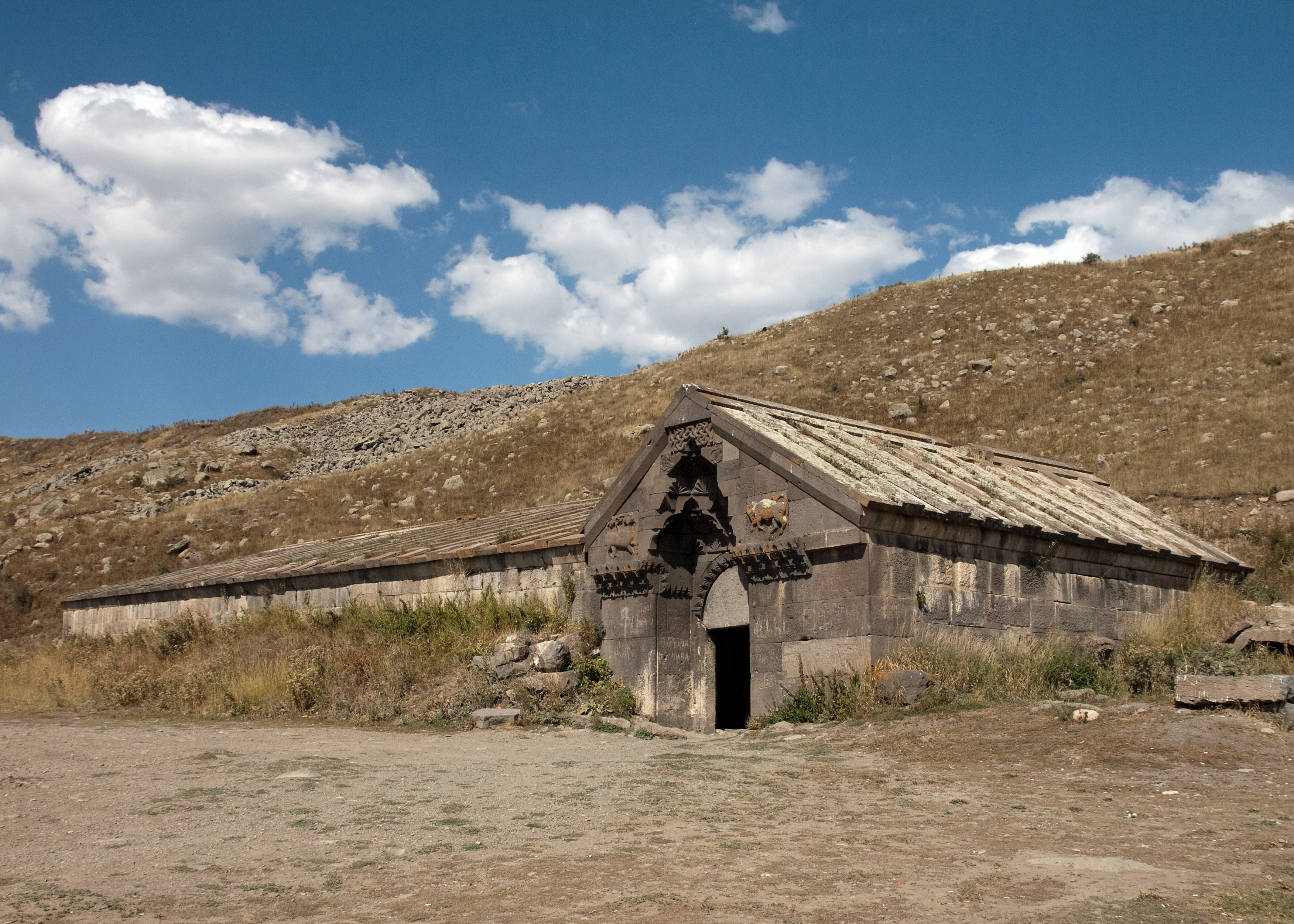
خان سليم باس

معالم تذكارية أذربيجانية على طريق الحرير (بالأذرية: İpək yolu üzərində Azərbaycan abidələri) - هو طريق الحرير العظيم - ه. ز. من نهاية القرن الثاني حتى القرن السادس عشر، كان طريق قافلة من الصين إلى شمال إفريقيا وإسبانيا حتى القرن السادس عشر.
تقع أذربيجان على هذا طريق الحرير وتتمتع بموقع إستراتيجي مهم، وقد لعبت دور الباب الذهبي بين الصين وأوروبا.
عرفت أذربيجان كأكبر بلد حريري في الشرق منذ العصور القديمة، وقد اتخذت دودة القز مكانة مهمة في اقتصاد أذربيجان في القرون الخامس والسادس.
لهذا السبب، لعبت أذربيجان دورًا مهمًا في نقل الحرير، ثم التوابل والذهب والفضة واللؤلؤ اللامع إلى الدول الأوروبية.

## باكو
- كاروانسراي مولطاني
- برج العذراء (باكو)
- المدينة القديمة (باكو)
- قصر الشروانشاهيين
- ميدان بازار (البلدة القديمة)
- مسجد الجمع (المدينة القديمة)
- مسجد تشين
- مسجد ملا أحمد
- مسجد حاجي باني
- حمام أغا ميكائيل
- حمام قاسيم باي

## شكي
- خان شكي
- قصر الخان في شكي
- مسجد الخان في شكي